# Фикер, Юлиус фон
Иоганн Каспар Юлиус фон Фикер (нем. Julius von Ficker; 30 апреля 1826, Падерборн — 10 июля 1902, Инсбрук) — германский и затем австро-венгерский историк и правовед.

## Биография
Придерживался католического вероисповедания. Первоначально изучал право в Боннском университете, однако затем переквалифицировался в историка. В 1849 году защитил диссертацию на соискание степени доктора философии о династии Гогенштауфенов. В 1851 году габилитировался и с этого же времени начал преподавать в Боннском университете в звании приват-доцента. В 1852 году, переехав в Австрийскую империю, получил должность сразу ординарного профессора всеобщей истории в Инсбрукском университете, с 1863 года читал лекции по истории Германии и немецкому праву. В 1859/1860 году избирался ректором Инсбрукского университета. Состоял членом нескольких академий наук, в 1866 году был избран членом Венской академии наук. В 1879 году вышел в отставку, в 1885 году за свои научные заслуги возведён в потомственное дворянство. Находясь на пенсии, каждое лето выезжал в замок Гохенбург, проводил досуг на охоте.
Был одним из крупнейших историков-германистов своего времени, его учениками были многие впоследствии известные специалисты. В своих работах выступал с позиций германского национализма, был сторонником великогерманского объединения (публично споря об этом с Генрихом фон Зибелем); помимо немецкой истории, занимался историей дипломатии. Наиболее известные работы: «Reinald von Dassel, Reichskanzler und Erzbischof von Köln» (Кёльн, 3850), «Engelbert der Heilige, Erzbischof von Köln» (там же, 1853), «Vom Reichsfürstenstand» (Инсбрук, 1861), «Das deutsche Kaiserreich in seinen universalen und nationalen Beziehungen» (там же, 1861), «Deutsches Königtum und Kaisertum» (там же, 1862; в трёх последних сочинениях Фикер отстаивал против Зибеля своё возвеличивающее немцев понимание немецкой истории); «Vom Heerschilde» (там же, 1862), «Forschungen zur Reichsund Rechtsgeschichte Italiens» (там же, 1868—1874, 4 тома; наиболее крупное его сочинение); «Ueher das Eigentum des Reiches am Reichskirchengut» (Bена, 1873), «Beiträge zur Urkundenlehre» (Инсбрук, 1877—1878), «Untersuchungen zur Rechtsgeschichte» (там же, 1891) и так далее. Некоторые работы Фикера переиздаются до сих пор.
Среди его известных учеников Август фон Друффель, немецкий историк.